# طواف أوقيانوسيا للدراجات 2011
طواف أوقيانوسيا للدراجات 2011 (بالإنجليزية: 2011 UCI Oceania Tour)‏ هو الموسم 7 من طواف أوقيانوسيا للدراجات ‏،  بدأ الموسم بسباق طواف نيوزيلندا الكلاسيكي 2011 في 26 يناير 2011،  وانتهى بسباق طواف هيرالد صن 2011 في 12 أكتوبر 2011.
فاز  بالمركز الأول ريتشارد لانغ، وبالمركز الثاني ناثان هاس، وبالمركز الثالث جورج بينيت

## السباقات
| طواف أوقيانوسيا للدراجات | طواف أوقيانوسيا للدراجات | طواف أوقيانوسيا للدراجات | طواف أوقيانوسيا للدراجات | طواف أوقيانوسيا للدراجات | طواف أوقيانوسيا للدراجات | طواف أوقيانوسيا للدراجات | طواف أوقيانوسيا للدراجات |
| التاريخ                  | #                        | السباق                   | الفائز                   | الثاني                   | الثالث                   |                          |                          |
| ------------------------ | ------------------------ | ------------------------ | ------------------------ | ------------------------ | ------------------------ | ------------------------ | ------------------------ |
| 26 – 30 يناير 2011       | 2                        | طواف نيوزيلندا الكلاسيكي | جورج بينيت               | باتريك لان               | جيمس ويليامسون           |                          |                          |
| 12 – 16 أكتوبر 2011      | 1                        | طواف هيرالد صن           | ناثان هاس                | جاك بوبريدج              | Jonas Aaen Jørgensen ‏    |                          |                          |

## وصلات خارجية
- الموقع الرسمي